# Raid di Price

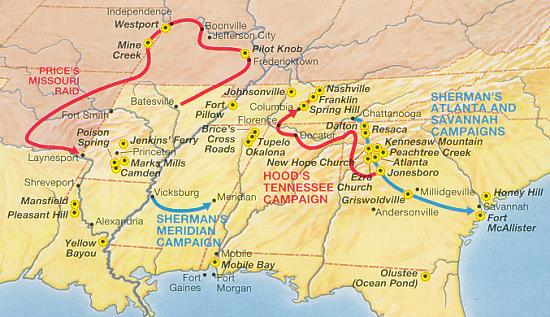
Mappa del Raid di Price nel teatro Trans-Mississippi

Per raid di Price si intende una spedizione della cavalleria confederata, guidata nel 1864 (nel corso della guerra di secessione americana) dal Maggior generale Sterling Price, negli stati del Missouri e del Kansas.
Dopo aver ottenuto qualche successo nella prima fase della spedizione, Price venne duramente sconfitto nella decisiva battaglia di Westport dal maggior generale nordista Samuel Ryan Curtis e fu costretto a ripiegare in Arkansas. Il raid di Price fu l'ultima operazione di qualche rilevanza condotto dall'esercito confederato ad ovest del fiume Mississippi.

## Contesto
Nell'autunno 1864, dopo tre anni di sanguinosi ma infruttuosi combattimenti, il governo confederato era consapevole che le sorti della guerra erano ormai a favore dei nordisti. L'avvicinarsi delle elezioni presidenziali rendevano urgente la necessità di ottenere qualche importante successo al fin di scongiurare la rielezione di Abraham Lincoln.
Per questo motivo il generale Edmund Kirby Smith, comandante delle forze sudiste nel teatro Trans-Mississippi, ricevette ordini di inviare un corpo di spedizione per sostenere la difesa di Atlanta e Mobile (Alabama). Kirby Smith decise inoltre di riconquistare il Missiouri e ordinò a Sterling Price di avanzare verso St. Louis.
Price riuscì a mettere assieme circa 14 pezzi d'artiglieria e 12.000 uomini molti dei quali però erano ex disertori oppure male equipaggiati.

## Conseguenze
Price si diresse ad ovest nel territorio indiano e in Texas prima di fare ritorno in Arkansas il 2 dicembre con solo 6.000 soldati superstiti dei 12.000 iniziali ai quali si erano in seguito aggiunti migliaia di miliziani.
Price, scrivendo a Kirby Smith affermò di aver marciato per 1.434 miglia (2.308 km), aver combattuto in 43 tra battaglie e schermaglie, aver fatto prigionieri e aver rilasciato sulla parole oltre 3.000 nordisti e aver distrutto proprietà del Missouri per un valore di 10 milioni di dollari”.
Anche se queste cifre fossero state esatte la missione di Price fu un completo fallimento e la sua sconfitta contribuì (assieme alle vittorie ottenute dall'Unione in Georgia e Virginia) alla rielezione del presidente Abraham Lincoln.